# Molybdeen-95
Molybdeen-95 of 95Mo is een stabiele isotoop van molybdeen, een overgangsmetaal. Het is een van de zes stabiele isotopen van het element, naast molybdeen-92, molybdeen-94, molybdeen-96, molybdeen-97 en molybdeen-98. De abundantie op Aarde bedraagt 15,92%. De isotoop zou in staat zijn tot spontane splijting.
Molybdeen-95 ontstaat onder meer bij het radioactief verval van niobium-95 en technetium-95.
81Mo · 82Mo · 83Mo · 84Mo · 85Mo · 86Mo · 87Mo · 88Mo · 89Mo · 89mMo · 90Mo · 90mMo · 91Mo · 91mMo · 92Mo · 92mMo · 93Mo · 93mMo · 94Mo · 95Mo · 96Mo · 97Mo · 98Mo · 99Mo · 99m1Mo · 99m2Mo · 100Mo · 101Mo · 102Mo · 103Mo · 104Mo · 105Mo · 106Mo · 107Mo · 107mMo · 108Mo · 109Mo · 110Mo · 111Mo · 112Mo · 113Mo · 114Mo · 115Mo · 116Mo · 117Mo · 118Mo